# Johnny Hayes
John Joseph Hayes, detto Johnny (New York, 10 aprile 1886 – Englewood, 25 agosto 1965), è stato un maratoneta statunitense, campione olimpico ai Giochi di Londra 1908.

## Biografia
Nato a New York da una famiglia di emigrati irlandesi, Johnny Hayes è noto per aver vinto la controversa maratona dei Giochi olimpici di Londra 1908. Fu anche l'ultimo statunitense a vincere in tale disciplina prima di Frank Shorter nel 1972.
Hayes iniziò la sua carriera di atleta con un quinto posto alla Maratona di Boston del 1906. Nell'anno successivo ottenne un terzo posto a Boston e vinse alla Yonkers Marathon. Nel 1908 ottenne il secondo posto alla Maratona di Boston, che gli valse la qualificazione ai Giochi olimpici di Londra.
Il Comitato Olimpico Britannico aveva voluto far partire la gara davanti al Castello di Windsor e porre il traguardo davanti al palco reale del White City Stadium. Per questo motivo la distanza risultò essere di 42 km e 195 metri. Si dovette attendere fino al 1921 perché la IAAF codificasse tale distanza come lunghezza ufficiale della maratona. In precedenza la distanza era tipicamente di 42 km.
Nello svolgimento della gara, l'atleta italiano Dorando Pietri fu il primo ad entrare nello stadio. Ma Pietri stremato collassò, venne aiutato dai dottori, barcollò e cadde altre tre volte prima di essere portato quasi di peso oltre la linea di arrivo dagli ufficiali di gara. Presa dal dramma dell'agonia di Pietri, la folla quasi non notò l'ingresso di Hayes nello stadio in seconda posizione. Pietri venne squalificato dopo che i funzionari statunitensi presentarono una protesta, dicendo che Pietri era stato aiutato dagli spettatori. Nonostante ciò, Pietri raccolse a Londra molta più fama di Hayes, quando la Regina Alessandra lo premiò con una speciale coppa d'oro.
Dopo la drammatica battaglia olimpica tra Pietri ed Hayes, l'interesse del pubblico era tale che una gara organizzata da promotori professionisti si tenne nel novembre 1908 al Madison Square Garden. La gara venne vinta da Pietri con un distacco di 70 metri. Una seconda sfida disputata il 15 marzo 1909 venne anch'essa vinta dall'italiano. Sia Pietri che Hayes divennero professionisti dopo le Olimpiadi, e ottennero una grande notorietà.
Hayes fu allenatore della squadra statunitense ai Giochi olimpici di Stoccolma 1912. In seguito insegnò educazione fisica e successivamente diventò grossista di generi alimentari. Johnny Hayes morì a Englewood nel 1965.

## Palmarès
| Anno | Manifestazione  | Sede   | Evento   | Risultato | Prestazione | Note                              |
| ---- | --------------- | ------ | -------- | --------- | ----------- | --------------------------------- |
| 1908 | Giochi olimpici | Londra | Maratona | Oro       | 2h55'18"4   | Record mondiale · Record olimpico |

## Altre competizioni internazionali
1906
- 5º alla Maratona di Boston ( Boston) - 2h55'38"

1907
- Bronzo alla Maratona di Boston ( Boston) - 2h30'38"
- Oro alla Maratona di Yonkers ( Yonkers) - 2h43'00"

1908
- Argento alla Maratona di Boston ( Boston) - 2h26'08"